# Laguna de la Cueva del Tigre
La Laguna de la Cueva del Tigre es un espejo de agua del centro del Departamento Vera, en la Provincia de Santa Fe.
Se halla situada 250 km al norte de la capital provincial, a la vera de la Ruta Nacional 98 (Argentina). Está en proximidades del municipio de La Gallareta del cual dista unos 30 km al oeste.
También es conocida como Laguna de Las Pencas y como Laguna del Tigre.
Posee una superficie aproximada de 30.23 km².

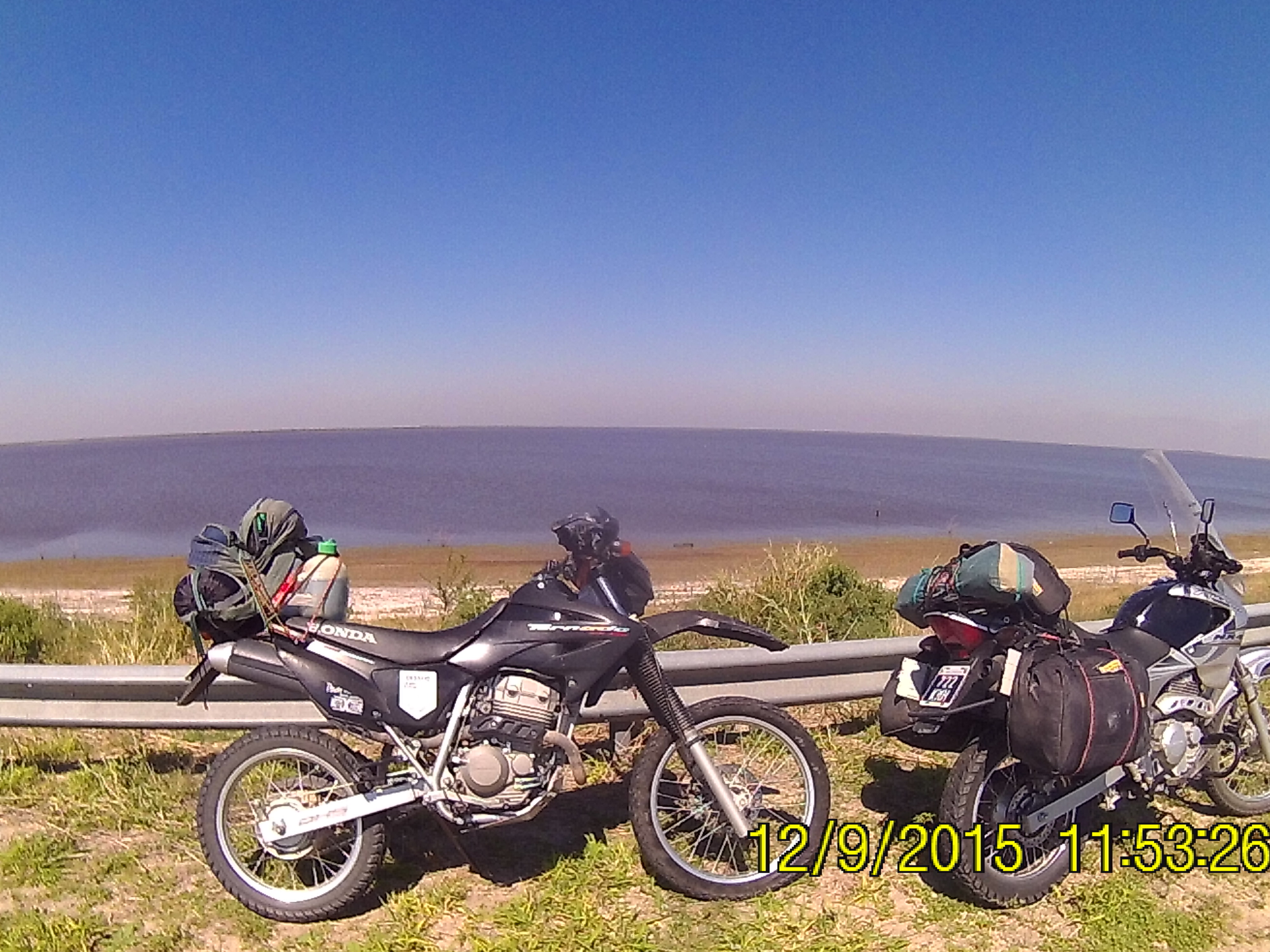
Laguna Cueva del Tigre Sobre Ruta Nac 98 Vera